# Põltsamaa
Põltsamaa (tyska: Oberpahlen) är en stad i landskapet Jõgevamaa i Estland. Staden utgör centralort i Põltsamaa kommun. År 2004 hade staden totalt 4 750 invånare. Põltsamaa ligger centralt i Estlands inland, 110 km sydost om huvudstaden Tallinn. Genom staden rinner floden Põltsamaa jõgi.

## Historia
På 1300-talet grundades en ordensborg tillhörig Tyska orden på platsen. Den intogs i november 1600 av Sverige under Peder Stolpe, och förstördes. År 1608 byggdes i stället en skans, som 1621 intogs av svenskarna. År 1657 besattes borgen av styrkor från Polsk-litauiska samväldet, ledda av Gosiewski. Den återlämnades sedan till svenskarna och brändes i september 1703 av tsarryska trupper.
Under slutet av 1700-talet upplevde Põltsamaa en uppblomstring genom den företagsamme majoren Lauw. Han lät anlägga ett eget tryckeri och en porslinsfabrik i staden, och byggde om Põltsamaa slott till ett modernt rokokoslott. Under andra världskriget, 1941, lades slottet i ruiner.